# 桑泰拉莫-因科莱
桑泰拉莫-因科莱（義大利語：Santeramo in Colle），是意大利普利亚大区巴里廣域市的一个市镇。总面积143平方公里，人口26735人，人口密度187.0人/平方公里（2009年）。ISTAT代码为072041。